# Centre national d'entraînement en altitude - CREPS Font-Romeu
 (juillet 2021).
Le CREPS CNEA Font-Romeu est un centre d’entraînement et d’expertise de la performance sportive de haut niveau en altitude. Il est implanté à 1 850 m d’altitude au cœur du Parc naturel régional des Pyrénées catalanes, sur la commune de Font-Romeu-Odeillo-Via.

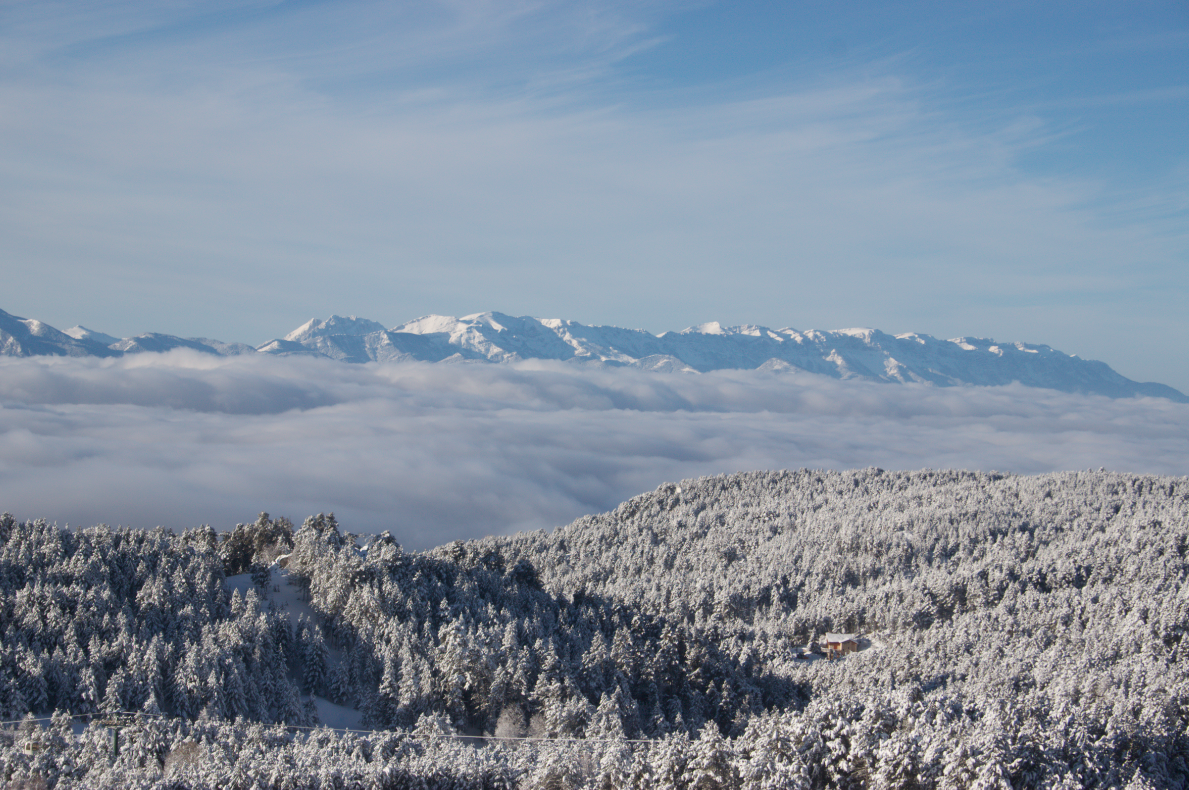
Vue du Centre National d'Entraînement en Altitude

## Historique
Lorsque le Comité International Olympique attribue à Mexico l'organisation des Jeux Olympiques de 1968, les fédérations sportives du monde entier recherchent des lieux d'entraînement proches des conditions d’altitude de Mexico.
Après les mauvais résultats sportifs obtenus aux JO de Tokyo de 1964 (1 seule médaille d’or en équitation), le Général de Gaulle souhaite lui aussi que la France honore et retrouve son rang de grande nation. L’idée d’un centre d’entraînement pré olympique germe et se concrétise très rapidement sur Font-Romeu sous l’impulsion de Maurice Herzog, alors Ministre des sports. 
L’altitude du site (1 850 m), le climat et la latitude (la plus basse de France) semblent avoir été déterminants dans cette décision. L'architecte Roger Taillibert est choisi pour donner corps au projet. Il se présente sous la forme d'un vaste amphithéâtre, protégé des vents dominants et largement ouvert sur le panorama grandiose de la Cerdagne.
La proposition architecturale est de créer une unité de lieu avec une continuité entre les chambres, la restauration, les installations sportives et médicales afin d’éviter des pertes de temps liées aux déplacements parfois difficiles en condition hivernales. La France obtient 15 médailles, dont 7 d’or en 1968.
Afin de valoriser et réformer plus en profondeur les vocations scolaires et sportives, les autorités françaises décident alors d'associer un lycée au Centre d'Entraînement. Les premières sections sports études françaises sont installées à Font-Romeu à la rentrée 1967. Le Centre d’Entraînement en Altitude s’enrichit d’un lycée et d’un collège sportif et climatique.
Le lycée climatique et sportif Pierre de Coubertin propose donc un lycée et un collège qui accueillent les élèves du secteur, des élèves sportifs de toute la France et aussi, pour pointer sa vocation climatique, des élèves asthmatiques des nombreux homes d’enfants environnants. Tous ces jeunes sportifs trouvent là des structures uniques et adaptées à leur sport de prédilection et à leurs études. Nombreux seront (et sont toujours), dès lors, les élèves qui alimenteront les équipes de France qui participeront aux Jeux Olympiques et aux grandes compétitions internationales. C’est eux qui donneront, par leurs palmarès, tout l’éclat et l’aura international du site d’entraînement de Font-Romeu.

### Centre National d’Entraînement en Altitude - CREPS Font-Romeu
Construit en 1967 pour préparer les Jeux Olympiques de Mexico, le CREPS de Font-Romeu est doté d’infrastructures sportives de haut-niveau, d’une restauration et d’un hébergement de plus de 140 lits. L’attractivité du CREPS Font-Romeu est également étroitement liée aux effets positifs sur les paramètres physiologiques de l’entraînement en moyenne Altitude. 
Implanté à 1 850 m d’altitude au cœur du Parc Naturel Régional des Pyrénées Catalanes, le CREPS de Font-Romeu bénéficie de la toute proximité du Lycée et du Collège climatique et sportif Pierre de Coubertin ainsi que de l’UFRSTAPS Via Domitia. Cette unité constitue la « Cité de l’Excellence Sportive – Font-Romeu - Sud de France ». 
A la question d'un journaliste sportif  lui demandant en 1971 la raison pour laquelle elle se prépare sur ce site, la championne olympique Colette Besson a précisé : "...parce que à Font-Romeu, je m'améliore sur le plan médical, j'augmente mes globules rouges, bref, je me porte mieux."

### Sport de haut niveau
Les sportifs français sont recrutés sur les pôles d’entraînements labellisés inscrits dans le Parcours de l’Excellence Sportive défini par chaque fédération et validé par le ministère.
Le cadre naturel exceptionnel, la qualité des installations sportives, l’implication de l’équipe pédagogique (entraîneurs, enseignants, médecins,…) permettent un suivi des athlètes favorable à la réussite de leur double projet sportif et scolaire.

### Stages sportifs

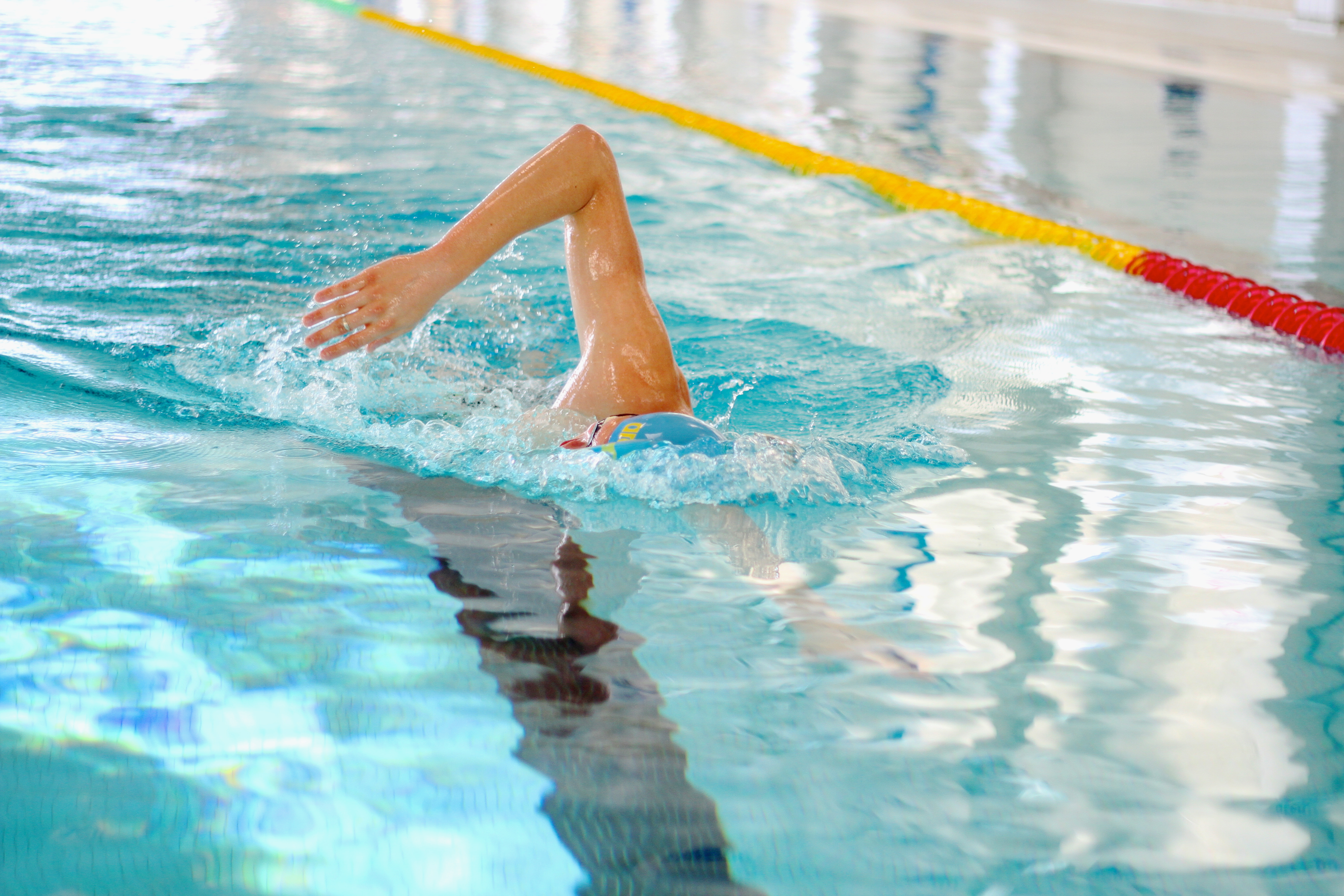
Entraînement dans la piscine du CNEA de Font-Romeu - Romanchuk Mykhailo.

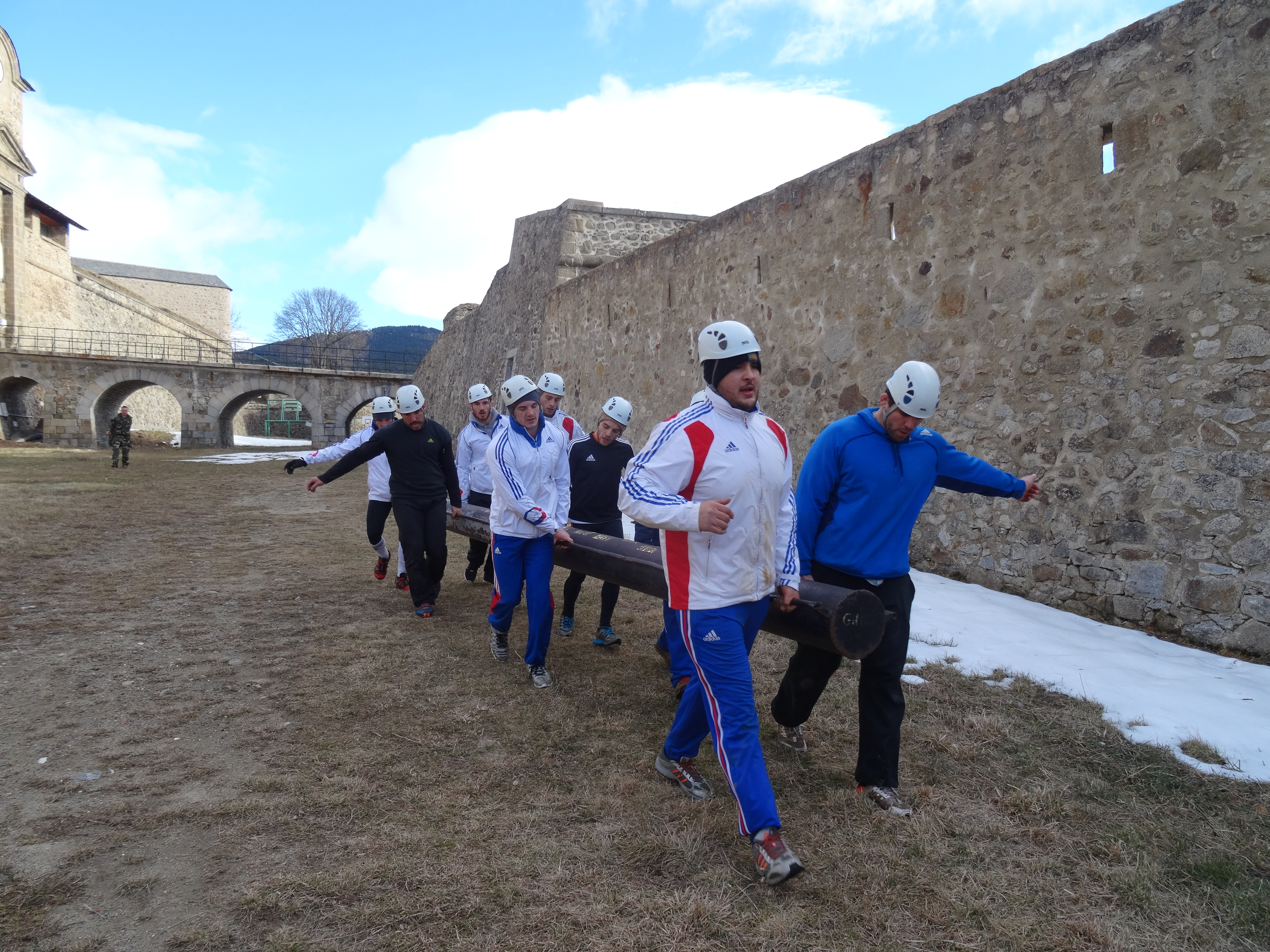
Entraînement de l'équipe de France de judo à Mont-Louis, près de Font-Romeu, avec le CNEC.

De nombreuses équipes sportives nationales et internationales viennent chaque année s'entraîner au CNEA de Font-Romeu. Parmi les 26 nations venues s’entraîner à Font-Romeu en préparation pour les JO de Londres 2012, 20 sportifs ont accédé à une finale olympique, et 11 d’entre eux ont obtenu une médaille.

### Sport Académie: Formation
La vocation du Centre de Recherche et d’Expertise de la Performance Sportive est également d’accompagner entraîneurs et formateurs à réfléchir aux conditions d’émergence de la performance par l’accompagnement des fédérations à la mise en place des diplômes fédéraux, diplômes professionnels et diplômes d’État liés à la performance et à la spécificité de leur discipline.

### Palmarès
Depuis sa création, le CREPS-CNEA aura accueilli un grand nombre de champions de toutes disciplines issus du monde entier.
Palmarès de quelques grands sportifs qui ont fréquenté ou ont été formés au Centre d'Entraînement en Altitude de Font-Romeu :
- Natation : Oussama Mellouli - Tunisie - 1999-2000 - Deux ans au Pôle France de Natation de Font-Romeu - Champion Olympique Londres 2012 (1500 m - 10 km eaux vives)
- Natation : Camille Lacourt - France - Toute sa scolarité - Quintuple champion du monde : une fois en 100 m dos (Shangaï 2011), trois fois en 50 m dos (Barcelone 2013, Kazan 2015 et Budapest 2017) et une fois au relais 4 fois 100 m 4 nages en 2013.
- Athlétisme : Mahiedine Mekhissi - France - Training Camp annuels au CNEA
- Athlétisme : Yohann Diniz - France - Training Camp annuels au CNEA - Record du monde du 50 km marche le 15 août 2014, lors des championnats d'Europe 2014 (Détient également depuis 2011 le record du monde du 50 km marche (sur piste)
- Athlétisme : Mo Farah - Angleterre - Training Camp annuels au CNEA - Quadruple Champion Olympique en 2012 et en 2016 sur 5000 m et 10000 m
- Lutte : Steeve Guénot - France - 1998 à Font-Romeu - Champion Olympique Lutte Gréco-romaine moins de 66 kg à Pékin 2008 - Médaille de bronze Londres 2012
- Biathlon : Martin Fourcade - Toute sa scolarité - Sportif le plus médaillé des Jeux d'hiver. Double Champion Olympique 2014 et triple Champion Olympique 2018